# Behn (cràter)
Behn és un cràter d'impacte en el planeta Venus de 25,4 km de diàmetre. Porta el nom d'Aphra Behn (1640-1689), escriptora, dramaturga i traductora britànica, i el seu nom va ser aprovat per la Unió Astronòmica Internacional el 1991.